# Med vojno
Med vojno (špansko Mientras dure la guerra) je španski zgodovinski dramski film iz leta 2019, ki ga je režiral Alejandro Amenábar. Premiera filma je bila na mednarodnem filmskem festivalu v Torontu 2019.

## Zgodba
Med španskim državnim udarom julija 1936 nacionalistične čete zasedejo Salamanco in aretirajo mestnega socialističnega župana. Spoštovani pisatelj Miguel de Unamuno (Karra Elejalde) se sestane z dvema kolegoma, evangelistom Atilanom Cocom in levičarjem Salvadorjem Vilo Hernándezom; na kratko razpravljajo o državnem udaru, nato pa Unamuno odide na intervju, na katerem puč javno podpre. Intervju prekine županova žena ter pisatelja prosi, naj posreduje glede aretacije njenega moža; Unamuno ji namesto tega ponudi denarno pomoč, ki pa jo zavrne. Medtem se v španskem Maroku nemška delegacija sestane z generalom Franciscom Francom, z namenom, da bi pritisnila na imenovanje enotnega nacionalističnega voditelja po smrti generala Joséja Sanjurja. Franco trdi, da ima hunta v Burgosu oblast, čeprav nanj kolegi pritiskajo, naj prevzame vodstvo. Medtem vlada Druge španske republike v Salamanci Unamunu odvzame položaj rektorja na Univerzi v Salamanci, kot odziv na njegovo podporo puču. Unamuno se ponovno sestane s Cocom in Salvadorjem, sestanek pa se zaključi z ostrim prepirom, zaradi katerega Coco v jezi odide. Unamuno se kasneje odpravi v Cocovo rezidenco, da bi se z njim pogovoril, vendar ugotovi, da ga tam ni. Drugje se general José Millán-Astray sreča s Francom v Cáceresu, medtem ko hunta v Burgosu ponovno postavi Unamuna na mesto rektorja univerze, kjer ugotovi, da je bil pozvan, da napiše manifest, ki podpira državni udar, kar noče narediti. Unamuno se poskuša srečati s Cocom - njegova žena razkrije, da so ga pred dnevi odpeljali v nacionalistični pripor. Unamuno se sestane s Salvadorjem, ki ga poskuša prepričati o fašistični naravi državnega udara. 
Medtem Millán-Astray Franca poziva, naj razbremeni obleganje Alcázarja, vendar je zavrnjen zaradi strateških razlogov - razbremenitev obleganja bi podaljšala vojno za več let. Millán-Astray pritiska na Franca, naj prevzame vodstvo, kar Franco ponovno zavrne. Kasneje Franco zamenja republiško zastavo na svojem sedežu s staro monarhistično zastavo, kar sproži nezadovoljstvo v hunti. Hunta nato prispe v Salamanco, da se sestane s Francom in njegovimi generali, s katerimi je Unamuno poklican na sestanek. Unamuno poskuša zaprositi za Cocojevo izpustitev, na kar mu povedo, da bo njegov primer pregledan. Nato se Millán-Astray tiho sooči z Unamunom zaradi njegove nepripravljenosti podpisati manifest, s čimer da Unamunu vedeti, da se mora odločiti. Hunta odide na glasovanje o vprašanju vodstva, na katerem Millán-Astray spodbudi svoje kolege, naj glasujejo za Franca. Hkrati se uprava univerze v Salamanci sestane glede manifesta. Unamuno privoli in se podpiše, medtem ko je Franco izglasovan za vrhovnega poveljnika. Ko zapušča sestanek, Unamuna čaka Cocova žena, ki mu izroči pismo, ki priča o nedolžnosti njenega moža. Medtem Franco obišče katedralo, kjer ga navdihne podoba El Cida, da razbremeni obleganje Alcázarja in si zasluži več vneme za svoj namen. 
Unamuno se na podeželju sreča s Salvadorjem, s katerim razpravlja o vojni. Med sprehodom nazaj Salvadorja aretirajo falangisti, zaradi česar Unamuno hodi sam po dežju nazaj. Za nekaj dni zdrsne v delirij, nato pa poskuša osebno apelirati na Franca in njegovo ženo, naj izpustijo njegove kolege; poskus je neuspešen in Unamuno, zaskrbljen, obvesti Cocojevo ženo. Medtem se Millán-Astray sooči z Unamunom in mu sporoči, da bo naslednji dan prevzel mesto Franca na nacionalističnem dogodku na univerzi. Na prireditvi Unamuno sprva noče govoriti, ampak se po branju pisma Cocove žene premisli. Predstavi govor, v katerem kritizira nacionaliste, zaradi česar se množica obrne proti njemu in ga izžene ven. Film se konča z epilogom, ki podrobno opiše usode številnih osebnosti v filmu. 

## Igralska zasedba
- Karra Elejalde kot Miguel de Unamuno
- Eduard Fernández kot José Millán-Astray
- Santi Prego (es) kot  Francisco Franco
- Nathalie Poza kot Ana Carrasco
- Patricia López Arnaiz kot María de Unamuno Lizárraga
- Luis Zahera (es) kot Atilano Coco Martin
- Luis Bermejo (es) kot Nicolás Franco
- Inma Cuevas (es) kot Felisa de Unamuno
- Mireia Rey kot Carmen Polo
- Tito Valverde kot Miguel Cabanellas
- Luis Callejo kot Emilio Mola
- Carlos Serrano-Clark kot Salvador Vila Hernández
- Ainhoa Santamaría (es)
- Itziar Aizpuru (es)
- Pep Tosar (es) kot Enrique Pla y Deniel
- Miquel García Borda kot General Kindelán

## Izdaja
Film je svetovno premiero doživel 6. septembra 2019 na mednarodnem filmskem festivalu v Torontu. Film je bil vključen tudi v uradni del mednarodnega filmskega festivala v San Sebastianu 2019.
Film je bil v španskih kinematografih objavljen 27. septembra 2019 in bil pozitivno sprejet za nastop Karra Elejaldeja kot Unamuna in splošno nepristranskost, čeprav številne zgodovinske netočnosti niso ostale neopažene.

## Polemika o Millán-Astrayju
Plataforma Patriótica Millán-Astray (patriotska plataforma Millána-Astrayja), organizacija veteranov španske legije, je scenariste obtožila plagiatorstva dela Unamuno's Last Lecture iz leta 1941, avtorja Luisa Portilla, besedilo, za katero organizacija trdi, da je obrekovalno do Joséja Millána-Astrayja, ustanovitelja španske legije. Obtožba je temeljila na vsebini uradnih napovednikov. Organizacija je zahtevala vrnitev javnih sredstev, prejetih za snemanje filma.

## Odziv
Na Rotten Tomatoesu ima film na podlagi 21 ocen 62% odobritev, s tehtano povprečno oceno 7,11/10. Na Metacriticu je film na podlagi 4 kritikov dosegel oceno 55 od 100, kar kaže "mešane ali povprečne ocene".